# Станојевићи
Станојевићи воде порекло од кнеза колубарске кнежине београдске нахије Станоја Михаиловића из Зеока убијеног у Сечи кнезова 1804. и његовог братанца и наследника кнеза кнежине назване Гошнићева Николе Станојевића (1779—1829) из Зеока.

### Порекло
Станојевићи, који су породично били кнезови колубарске кнежине београдске нахије презивају по кнезу Станоју Михаиловићу, чији отац се звао Михаило. Кнез Станоје имао је млађег рођеног брата Милисава, чији син кнез Никола Станојевић је узео презиме по стрицу кнезу Станоју.

### Кнез Станоје из Зеока
Родоначелник Станојевића, кнез колубарске кнежине београдске нахије Станоје Михаиловић из Зеока, убијен је у Сечи кнезова.

### Кнез Никола Станојевић (1779-1829)
Никола син Милисава Михаиловића и братанац кнеза Станоја Михаиловића, убио је првог Турчина у Првом српском устанку, 1804, одмах пошто је турски одред који је у време Сече кнезова боравио у њиховој кући убио кнеза Станоја.
После убиства кнеза Алексе Ненадовића и Илије Бирчанина, Мехмед-ага Фочић, послао је своје момке у Зеоке да убију кнеза Станоја. После убиства из пушке један од момака узео је нож да кнезу Станоју одсече главу. Међутим, Станојев братанац Никола утрчао је у вајат, узео кнежеву шишану и викнуо: "Нећеш, Турчине нит твоје главе однети, а камо ли кнежеве!" и опали и покрај Станоја обали Турчина..."
Кнез Никола Станојевић је у прво време носио презиме Михаиловић, по деди Михаилу и Кнежевић, да би се касније усталило презиме по стрицу кнезу Станоју - Станојевић.
Николу Станојевића књаз Милош је 1/19. јуна 1819. године наименовао и потврдио кнезом кнежевине „назвате Гошнићева у нахији београдској“.
Сахрањен је у Зеоке, код старе Барошевачке цркве. Никола Станојевић имао је три сина и четири кћерке, Илију, Јеремију, Јакова, Босиљку, Персиду, Љубицу и Насту.

### Илија Станојевић
Отац Илија Станојевић, свештеник, син кнеза Николе Станојевића за време прве владе кнеза Михаила подржао је Уставобранитеље, са којима је емигрирао у Видин, где је и умро. Сахрањен је у Барошевцу крај гроба кнеза Николе Станојевић у порти старе дрвене цркве.
Његове кћерке су Дамњанка и Даница.

### Пуковник Јеремија Станојевић (1808-1869)
Пуковник Јеремија Станојевић (1808-1869), син кнеза Николе Станојевића и унук кнеза Станоја, попечитељ (министар) правде и просвете, државни саветник, председник Врховног суда Кнежевине Србије, председник Друштва српске словесности био је ожењен Маријом Маром Ненадовић (1817-1908), кћерком - јединицом проте Матеје Ненадовића, унуком кнеза Алексе Ненадовића. Сестра од стрица Марије Ненадовић била је кнегиња Персида Карађорђевић, рођ. Ненадовић.
После Светоандрејске скупштине 1858. године, Јеремија Станојевић је као рођак кнеза Александра Карађорђевића био принуђен да напусти Србију и отишао је у Цариград, где је живео до смрти кнез Милоша 1860, односно док кнез Михаило није објавио општу амнестију.
Осам година касније 1868. када је убијен кнез Михаило, када су стрељана браћа Ненадовићи, осумњичени су за убиство и притворени и Јеремија Станојевић и његов брат Јаков Станојевић и син Др Драгиша Станојевић. После пуштања из затвора прогнани су заједно са породицом у Земун, где је Јеремија Станојевић и умро 1869.
Пуковник Јеремија Станојевић и Марија Станојевић, рођ. Ненадовића, имали су синове Љубомира, Драгишу и Витомира и кћерке Драгу и Стану.

#### Љубомир Ј. Станојевић
Љубомир Ј. Станојевић, син пуковника Јеремије Станојевића и Марије Ненадовић, био је гувернер деце кнеза Александра Карађорђевића и Персиде Карађорђевић, рођ. Ненадовић.

#### Витомир Ј. Станојевић
Витомир Станојевић (1859-1929), син пуковника Јеремије Станојевића и Марије Ненадовић, виши инспектор у Министарству финансија, имао је са Јелисаветом Лонгиновић синове Станоја, Јеремију и Вељка и кћерке Марију и Веру.
- Инж. хемије Станоје Станојевић (1889-1931).
- Вељко Станојевић (1892-1967), академски сликар. Четири пута се женио. Нема потомства.
- Марија Станојевић (1887-1974), није се удавала.
- Вера Станојевић се удала за Јосипа Радуњића из Далмације банкарског чиновника.

#### Пуковник Јеремија В. Станојевић (1881-1950)
Пуковник Јеремија В. Станојевић (1881-1950), проф. Војне академије, унук пуковника Јеремије Станојевића, праунук кнеза Николе и потомак кнеза Станоја, кнеза Алексе, проте Матеје Ненадовића, био је ожењен рођаком Софијом Фотић, кћерком Алексе Фотића и Полексије Станојевић, кћерке пуковника Јакова Станојевића. Тако су Јеремија и Софија Станојевић имали истог прадеду кнеза Николу Станојевића.
Њихова деца су:
- Др Витомир Станојевић (1914-1943), лекар. Нема потомства.
- Александар Станојевић (1922-1943), гимназијалац, погинуо као четник Драже Михаиловића у борбама против партизана 1943.
- Јелисавета Станојевић (1920-1998), завршила Филозофски факултет у Београду, радила у Вашингтону. Удата за Мориса Алена. Имала кћерку.

#### Др Драгиша Станојевић
Проф. др Драгиша Станојевић, син пуковника Јеремије Станојевића и Марије Ненадовић, кћерке проте Матеје Ненадовића, завршио је права у Немачкој а политичке науке у Паризу, био је професор Велике школе, познати социјалиста. После 1868. провео је са породицом 14 година у изгнанству.

#### Потомство Стане Јовановић рођ. Станојевић
Стана Станојевић кћерка пуковника Јеремије Станојевића и Марије Ненадовић, кћерке проте Матеје Ненадовића је са Светозаром Јовановићем (1832—1896), трговцем из Земуна имала синове Матеју, који је добио име по проти Матеји и Ивана и кћерке Симеону - Симку и Десанку.
- Коњички бригадни генерал Иван Јовановић (1881-1953), унук пуковника Јеремије Станојевића и праунук проте Матеје Ненадовића био је ожењен Маријом Мешков, рођ. Соловјев. Умро је у емиграцији[7].
- Матеја Јовановић (1878-1939), чиновник, није се женио.
- Десанка Јовановић, није се удавала.
- Симеона - Симка Јовановић (1888-1958) је са др Светозаром Десимировићем имала сина Петра Десимировића, адвоката у Београду. У другом браку са Николом Ђорђевићем, индустријалцем имала је сина инж. Александра Ђорђевића.

Има потомства.

### Јаков Станојевић (1814-1876)
Јаков Станојевић (1814-1876), син кнеза Николе Станојевића и унук кнеза Станоја био је ожењен са Олгом Зорић, кћерком Георгија Зорића (родом из Арада) из Петрограда и Марије Маршан из Мобежа у Француској. Георгије Зорић је био учитељ књаз Милошеве деце, да би након више спорова са књазом напустио службу и из Пожаревца се преселио у Београд око 1840. године. Када му је умрла супруга, Францускиња, подигао је прву зидану гробницу у Београду, на старом гробљу на Ташмајдану, код цркве светог Марка.
Георгије Лазаревић (син Лазара Зорића) Зорић је из Петрограда у Србију дошао по кнез Милошевом позиву . Георгије Зорић имао је две кћерке. Његова кћерка Олга Зорич била је удата за Јакова Станојевића. Друга кћерка за артиљеријског потпуковника Илију Марковића, школованог у Русији, познатог уставобранитеља, кума господара Вучића. Имали су сина и кћерку. Син Тома И. Марковић, адвокат, имао је кћерку Милицу удату за Живка Богдановића, трговца..
Јаков Станојевић имао је са Олгом Станојевић, рођ. Зорић деветоро деце - једног сина и осам кћерки, Станоја, Милеву, Драгу, Полексију -Полу, Веру, Љубицу, Симку, Мару и Станиславу.
- Милева Станојевић била је удата за Николу Крстића, потпредседника државног савета, председника Касационог суда, проф. Лицеја.

#### Љотићи
Љубица Станојевић (1865-1955), кћерка Јакова и Олге Станојевић била је удата за Владимира Љотића (1846—1912), сина Димитрија Љотића, трговца из Смедерева, народног посланика, председника општине Смедерево и генералног конзула Србије у Солуну Њихова деца су:
- Димитрије Љотић (1891-1945), политичар, министар правде Краљевине Југославије (1930), вођа покрета ЗБОР регистрованог 1935, рез. потпуковник. Димитрије Љотић је са Ивком Љотић, рођ. Мавринац имао синове Владимира, Милана и Николу и кћерку Љубицу.
- Јаков Јаша Љотић официр, иступио из војске са групом официра 1920. После у служби у Министарству спољних послова. Убијен у емиграцији у Минхену 1974.
- Јелена Љотић удата за Животу Т. Тодоровића. Њихова деца су Милан, Владимир и Михајло.

#### Фотићи
Полескија - Пола Станојевић, кћерка Јакова Станојевића, унука кнеза Николе Станојевића и праунука кнеза Станоја, удала се за Алексу Фотића.
Фотићи су пореклом Радосављевићи. Милан Радосављевић родом из мачванског Прњавора био је шабачки трговац. Имао је сина Косту Радосављевића.
Милан Радосављевић у радњу је за помоћника примио Фоту, који је из Кладова дошао у Шабац. Његоа породица је 1794. дошла из Сера (Серез) на подручју данашње северне Грчке у Србију. После смрти Милана Радосављевића Фота се 1827. оженио његовом удовицом и усвојио је њиховог сина Константина - Косту. Од времена женидбе почео је да слави крсну славу Св. цара Константина и царицу Јелену.
Константин (Радосављевић) Фотић је као грчки питомац завршио трговачку школу у Трсту. Његова жена била је из породице Топузовић. Имали су два сина и једну кћерку.
Алекса Фотић се 17. фебруара 1853. године оженио у Шапцу Полексијом Станојевић, кћерком Јакова Станојевића. Имали су шесторо деце Константина, Јакова, Милана, Софију, Олгу и Милу.
- Константин Фотић (1891-1959), први амбасадор у САД (од 1942), посланик у Вашингтону (од 1935), дипломата у Берну, Лондону, Паризу, Стокхолму, Бечу. Завршио права на Универзитету у Бордоу. Учествовао у Балканским ратовима као резервни коњички официр, а у Првом светском рату као официр за везу са француском војном командом на Солунском фронту.

На суђењу Дражи Михаиловићу Константин Фотић осуђен је у одсуству на 20 година робије.
Са супругом Татјаном Зурунић имао је кћерку Полексију Полу, удату за Грка Триандиса и унуку Лујзу.
- Софија Фотић, унука Јакова Станојевића удала се за рођака пуковника Јеремију В. Станојевића (1881—1950), проф. Војне академије, унука пуковника Јеремије Станојевића. Тако Јеремија и Софија Станојевић, рођ. Фотић имају истог прадеду кнеза Николу Станојевића.
- Јаков Фотић, лекар у Београду. Има потомства.
- Милан Фотић, адвокат, правни заступник СКА, са Кринком Купчевић има кћерку Богданку.
- Олга Фотић била је удата за Димитрија Богдановића, касационог судију. Имала је кћерку Радојку (1910—1948).
- Мила Фотић, није се удавала.

### Потомство Босиљке Илић, рођ. Станојевић

#### Ђокићи и Кракови
Босиљка Станојевић, кћерка кнеза Николе Станојевића, унука кнеза Станоја је са Миланом Илићем, трговцем имала кћерку Пелагију Илић која је из два брака имала петоро деце.
Пелагија Илић, удата Ђокић, кћерка Босиљке Станојевић и унука кнеза Николе Станојевића у првом браку имала је две кћерке Касију и Персиду.
- Касија Ђокић удата за капетана Драгутина Милетића, била је болничарка за време Првог светског рата. Умрла је од пегавог тифуса којим се заразила у ваљевској болници 1915. године.
- Персида Ђокић била је удата за др Сигисмунда Кракова, лекара пољског порекла. Њихов син, а сестрић Милана Недића и Милутина Недића и потомак кнеза Станоја из Зеока је познати писац и новинар Станислав Краков[13]. Персида је други пут била удата за Ивка Ивковића, председника Апелационог суда у Београду[14]

#### Недићи
Пелагија Илић, удата Ђокић, кћерка Босиљке Станојевић и унука кнеза Николе Станојевића остала је удовица са две кћерке. Други пут удала се за, такође удовца, капетана Ђорђа Недића (1833—1901), среског начелника у Гроцкој
Недићи из Орашца воде порекло од удовице Неде, родом из Васојевића. Од Недића су хајдуци Глигорије и Дамјан Недић који су погинули у битки на Чокешина, опеваној у народној песми Бој на Чокешини. Брат Ђорђа Недића Милосав Недић био је дугогодишњи председник општине Орашац. Капетан Ђорђе Недић, срески начелни је из првог брака имао два сина и једну кћерку - Владимира Недића, комесара Народне банке, среског начелника и инспектора МУП-а, Радосава Недића и Драгу удату за Алексу Поповића, начелника Министарства пољопривреде.
Пелагија Ђокић, рођ. Илић, кћерка Босиљке Станојевић и унука кнеза Николе Станојевића је са Ђорђем Недићем (1833—1901), среским начелником у Гроцкој имала три сина Милана, Милутина и Божидара.
- Армијски генерал Милан Недић (1877-1946), министар војске и морнарице 1939-1940, начелник Главног генералштаба војске Краљевине Југославије, командант Треће групе армија у Априлском рату, председник владе за време окупације. Армијски генерал Милан Недић је са Живком Пешић, кћерком артиљеријског потпуковника Петронија Пешића имао петоро деце: Душана, Анђелију, Десанку, Бранку и Лепосаву.[17] Син Милана Недића Душан Недић је са женом и сином погинуо у Смедереву 5. јуна у 14 сати на железничкој станици у експлозији муниције. Анђелија Недић се 1934. удала за поручника, касније генералштабног капетана 1. кл. Јосипа Вукића.
- Армијски генерал Милутин Недић (1882-1945), министар војске и морнарице 1938-1939, начелник Главног генералштаба војске Краљевине Југославије, командант авијације, командант Друге групе армија у Априлском рату. Армијски генерал Милутин Недић био је ожењен је са Анастазијом Крсмановић, кћерком Димитрија Н. Крсмановића, београдског трговца. У другом браку са Јелицом Христић, унуком Николе Христића, министра унутрашњих послова и сестром амбасадора Бошка Христића, имао је сина Настаса Недића.[18]
- Потпуковник Божидар Недић, председник Удружења ратних војних инвалида.

### Занимљивости
Скоро век и по од убиства кнеза Станоја из Зеока, родоначелника Станојевића у Сечи кнезова, његови најпознатији потомци (4. и 5. колено) уочи Другог светског рата били су: пуковник Јеремија В. Станојевић, проф. Војне академије, чији син Александар Станојевић је погинуо као четник Драже Михаиловића, армијски генерал Милан Недић, начелник генералштаба и министар војске, армијски генерал Милутин Недић, начелник генералштаба и министар војске, коњички бригадни генерал Иван Јовановић, Димитрије Љотић, рез. потпуковник, министар правде, вођа покрета ЗБОР, Др Константин Фотић, посланик, амбасадор у Вашингтону (од 1942), Станислав Краков, новинар и писац и др.

### Сродство
Станојевићи су у сродству са Ненадовићима и преко њих Карађорђевићима, Ђурићима и др. По женској линији потомци кнеза Станоја и кнеза Николе из Зеока су Фотићи, Љотићи, Кракови и Недићи.